# KBC Bank

KBC Bank é o terceiro maior banco da Bélgica por ativos que tem foco em cliente particulares e pequenas e médias empresas, os ativos totais do banco alcançaram 285,3 bilhões em 31 de dezembro de 2011.
É uma das maiores empresas belgas e é a segunda maior seguradora da Bélgica. É o 18º maior banco da Europa (por capitalização de mercado), emprega cerca de 52 mil pessoas em todo o mundo, dos quais 31.000 na Europa Central e Europa Oriental e Rússia e servindo mais de 11 milhões de clientes em todo o mundo (cerca de 8 milhões estão na Europa Central e Oriental).